# Speocera bismarcki
Speocera bismarcki är en spindelart som först beskrevs av Brignoli 1976.  Speocera bismarcki ingår i släktet Speocera och familjen Ochyroceratidae. Inga underarter finns listade i Catalogue of Life.